# Torymidae
I Torimidi (Torymidae Walker, 1833) costituiscono una famiglia di insetti (Hymenoptera Chalcidoidea) comprendente specie parassitoidi o fitofaghe.

## Generalità
Si tratta di un raggruppamento eterogeneo, non facilmente identificabile perché i singoli caratteri morfologici distintivi sono presenti anche in altre famiglie. Fra i caratteri più evidenti va citato l'ovopositore particolarmente lungo, presente però anche in diversi Pteromalidi e Eupelmidae. Le specie di queste famiglie si possono però distinguere dai Torimidi per avere una vena stigmale più sviluppata in lunghezza e per non possedere l'epipygium. Più difficile è invece l'identificazione dei maschi, per l'assenza sia dell'ovopositore sia dei cercoidi.
Un'altra famiglia con cui si possono confondere è quella degli Ormyridae, filogeneticamente affini. Da essi si distinguono per caratteri meno evidenti, come la conformazione delle sculture nel mesoscuto (solchi profondi nei Torimidi, superficiali negli Ormiridi), la forma dell'epipygium (allungato negli Ormiridi), ecc.
I Torimidi sono diffusi prevalentemente nelle regioni temperate dell'emisfero settentrionale, ma diverse specie hanno una distribuzione più vasta.

## Descrizione
I Torimidi hanno un corpo di medie o piccole dimensioni (1-8 mm escluso l'ovopositore), spesso con colori metallici, slanciato.
Il capo porta antenne composte da 13 articoli, il torace è profondamente solcato nel mesoscuto. Le coxe posteriori sono visibilmente più sviluppate in lunghezza di quelle anteriori e il femore è ingrossato, talvolta dentato sulla faccia ventrale. I tarsi sono composti da 5 articoli e le tibie anteriori terminano con uno sperone ricurvo. Le ali anteriori hanno una vena marginale lunga, ma la vena stigmale e quella postmarginale sono piuttosto brevi, spesso appena abbozzate al punto che l'uncus della vena stigmale tocca il margine anteriore dell'ala.
L'addome ha un peziolo breve. Il carattere morfologico più evidente nelle femmine, presente in molte specie, è il notevole sviluppo in lunghezza della terebra, che sporge orizzontalmente oltre l'addome. Questo carattere tuttavia non può rappresentare una chiave d'identificazione univoca in quanto presente anche in altre famiglie di Calcidoidi. L'ultimo urite delle femmine ha un profilo concavo e da esso emergono i cercoidi e, in mezzo, una laminetta sclerificata detta epipygium.

## Biologia
Dal punto di vista etologico, i Torimidi formano un raggruppamento eterogeneo in quanto comprendono specie entomofaghe parassitoidi obbligate o facoltative e specie fitofaghe vere e proprie. Le forme facoltative sono in genere associate a insetti galligeni e le larve si nutrono indifferentemente a spese del fitofago oppure si comportano loro stesse come fitofaghe nutrendosi a spese dei tessuti della galla.
Le forme fitofaghe sono presenti soprattutto nella sottofamiglia dei Megastigminae, associate prevalentemente a semi di Conifere e Rosaceae legnose. In questa sottofamiglia sono state descritte anche poche specie parassitoidi associate a imenotteri galligeni della famiglia dei Cynipidae.
La sottofamiglia dei Toryminae comprende molte specie ectoparassite di insetti galligeni, prevalentemente appartenenti ai Ditteri Cecidomidi e a Imenotteri Cinipidi, tuttavia si annoverano anche specie che attaccano Ditteri Tefritidi, Rincoti Psillidi, ooteche di Mantodei. Nella sottofamiglia sono presenti inoltre specie fitofaghe, obbligate o facoltative, che attaccano i frutti o i semi di varie piante.
La sottofamiglia dei Thaumatoryminae comprende specie parassite di Imenotteri Cinipidi.
La sottofamiglia dei Monodontomerinae, infine, comprende specie parassite primarie o, talora, iperparassite a spese di vari ordini, in particolare Lepidoptera, Coleoptera, Diptera, Hymenoptera.

## Sistematica e filogenesi
I Torimidi sono filogeneticamente e morfologicamente affini agli Ormyridae, che in passato facevano parte della stessa famiglia al rango di sottofamiglia. L'eterogeneità dei Torimidi è oggetto di continue revisioni e si presume che in futuro la tassonomia interna di questa famiglia subirà altre modifiche con l'elevazione di sottofamiglie al rango di famiglia.
Complessivamente la famiglia comprende oltre 980 specie distribuite in circa 70 generi. La ripartizione in sottofamiglie è controversa in quanto alcuni schemi scorporano la sottofamiglia dei Toryminae elevando alcune sue tribù al rango di sottofamiglia. L'elemento di discussione è pertanto l'inquadramento sistematico di alcuni taxa. In generale gli alberi tassonomici concordano sull'esistenza delle famiglie dei Toryminae e dei Megastigminae, mentre le posizioni si discontano sulla collocazione di alcuni generi dei Torimidi: alcuni schemi li propongono raggruppandoli in tribù all'interno di questa sottofamiglia, altri elevano tali tribù al rango di sottofamiglie (Podagrioninae, Thaumatoryminae, Monodontomerinae).
Lo schema adottato in questa sede è rilevato dall'Universal Chalcidoidea Database del Natural History Museum e rispecchia solo una delle proposte di classificazione.